# Unslung
Unslung è un firmware open source per il Linksys NSLU2, basato sul firmware originale fornito dal produttore. Poiché il firmware originale è basato sul sistema operativo Linux, risulta soggetto alla licenza di distribuzione GNU General Public License, e in quanto tale la Linksys ha dovuto pubblicare il codice sorgente.
Unslung mantiene la piena compatibilità col firmware Linksys, ma ne espande le funzionalità, pur mantenendone alcune restrizioni. In particolare, essendo basato sul kernel 2.4 di Linux, alcuni dei dispositivi più recenti potrebbero non essere riconosciuti. L'interfaccia web del firmware Linksys, usata per gestire il NSLU2, viene mantenuta, salvo la sezione relativa all'aggiornamento del firmware stesso.
Mediante il sistema di gestione dei pacchetti software ipkg, gli utenti sono in condizione di installare oltre 1000 pacchetti aggiuntivi compilati specificamente per il NSLU2.
Allo stato attuale la versione più aggiornata di Unslung è la 6.10 Beta, basata sul firmware Linksys V2.3R63/A5. Si tratta di un aggiornamento minore della versione 6.8, di cui corregge alcuni bug.